# براد جونز
براد سكوت جونز (بالإنجليزية: Brad Scott Jones)‏، من مواليد 19 مارس 1982 في أرمادال في أستراليا، لاعب كرة قدم أسترالي يجيد اللعب في مركز حراسة المرمى.
بدأ مسيرته الكروية مع نادي ميدلزبره الإنجليزي في عام 2000، وفي موسم 2002/2003 أعير إلى نادي ستوك سيتي الإنجليزي، ولعب معهم مباراة واحدة، وفي عام 2003 أعير إلى نادي روذرهام يونايتد الإنجليزي، وفي عام 2003 أعير إلى نادي بلاكبول الإنجليزي، ولعب معهم 5 مباريات، وفي موسم 2004/2005 أعير إلى نادي بلاكبول الإنجليزي، ولعب معهم 12 مباراة، وفي عام 2006 أعير إلى نادي شيفيلد وينزداي، ولعب معهم 15 مباراة و لعب في نادي ليفربول ونادي فينورد ونادي النصر السعودي.
و قد بدأ باللعب مع منتخب أستراليا لكرة القدم في عام 2007.

## الإنجازات

### النادي
ميدلزبره
- كأس الرابطة الإنجليزية : 2004

 ليفربول
- كأس الرابطة الإنجليزية : 2012

 فينورد روتردام
- الدوري الهولندي : 2017
- كأس هولندا : 2018
- كأس السوبر الهولندي : 2018

 النصر
- دوري المحترفين السعودي : 2019
- كأس السوبر السعودي (2) : 2019، 2020

### المنتخب
أستراليا 
- كأس أوقيانوسيا للأمم : 2004
- كأس آسيا : الوصيف 2011

## روابط خارجية
- براد جونز على موقع الاتحاد الدولي (مؤرشف)  (الإنجليزية)
- براد جونز على موقع الاتحاد الأوربي (الإنجليزية)
- براد جونز على موقع قاعدة بيانات كرة القدم.إي يو (الإنجليزية)
- براد جونز على موقع ناشيونال فوتبول تيمز (الإنجليزية)
- براد جونز على موقع Soccerbase.com (لاعب) (الإنجليزية)
- براد جونز على موقع Soccerway.com (الإنجليزية)
- براد جونز على موقع عالم كرة القدم.نت (الإنجليزية)
- براد جونز على موقع كووورة
- براد جونز على موقع أوليمبيديا (الإنجليزية)
- براد جونز على موقع AS.com (الإسبانية)